# Grabia
Grabia [pronunciación en polaco: /ˈɡrabja/] es una aldea en el distrito administrativo de Gmina Sędziejowice, dentro del condado de Łask, voivodato de Łódź, en el centro de Polonia. Se encuentra a unos 4 kilómetros al oeste de Sędziejowice, 13 kilómetros suroeste de Łask, y 45 kilómetros suroeste de la capital regional Łódź.